# Policja Schalkhaar
Policja Schalkhaar (nid. Schalkhaar Politie) – holenderska kolaboracyjna formacja policyjna w służbie Niemiec podczas II wojny światowej.
Krótko po zajęciu Holandii przez wojska niemieckie w maju 1940 r., powstała pod zwierzchnictwem SS nowa formacja municypalnej policji pod nazwą Schalkhaar Politie. Pełniła ona służbę w większych miastach. Jej członkowie nosili czarne mundury na wzór SS. Początkowo Niemcy skierowali do niej ok. 3 tys. wyselekcjonowanych b. żołnierzy armii holenderskiej, którzy przeszli w Szkole Policyjnej w miejscowości Schalkhaar specjalne przeszkolenie zorganizowane przez SS. Później w jej skład zaczęli wchodzić różni ochotnicy, w tym członkowie i sympatycy Narodowo-Socjalistycznego Ruchu Holenderskiego oraz holenderskiego SS, którzy mieli prawo nosić na mundurze runy SS. Formacja odgrywała rolę pomocniczą wobec niemieckiej Ordnungspolizei. Szybko zdobyła sobie za swoje działania fatalną reputację. 
Składała się z 4 batalionów:
- Batalionu Policyjnego "Amsterdam" z siedzibą w Amsterdamie,
- Batalionu Policyjnego "Tillburg" z siedzibą w Tilburgu,
- Batalionu Policyjnego "Gravenhage" z siedzibą w Den Haag,
- Rezerwowego Batalionu Policyjnego w Szkole Policyjnej w Schalkhaar (jednostka szkoleniowa dla pozostałych batalionów).

Bataliony dzieliły się na kompanie, stacjonujące w poszczególnych miastach. 
W późniejszym okresie okupacji część policjantów podjęła współpracę z ruchem oporu, czy wręcz zdezerterowała. We wrześniu 1944 r. formacja została rozwiązana, a jej członkowie dostali wybór – albo przejście do niemieckiej policji lub Landwacht Nederland albo służby pracy (Arbeitseinsatz). Ci, którzy odmówili, zostali wysłani do obozów koncentracyjnych.